# Tassimo
Tassimo est une marque de Jacobs Douwe Egberts.
Positionnée sur le marché de la dosette de café, elle propose des machines utilisant des capsules spécifiques en plastique dur.
La machine à café tassimo est une machine pouvant servir une tasse de boisson de type expresso, café, thé, chocolat chaud, latte, cappuccino et autres.
Elle a été conçue par Kraft Foods, et est fabriquée par Bosch.

## Les machines

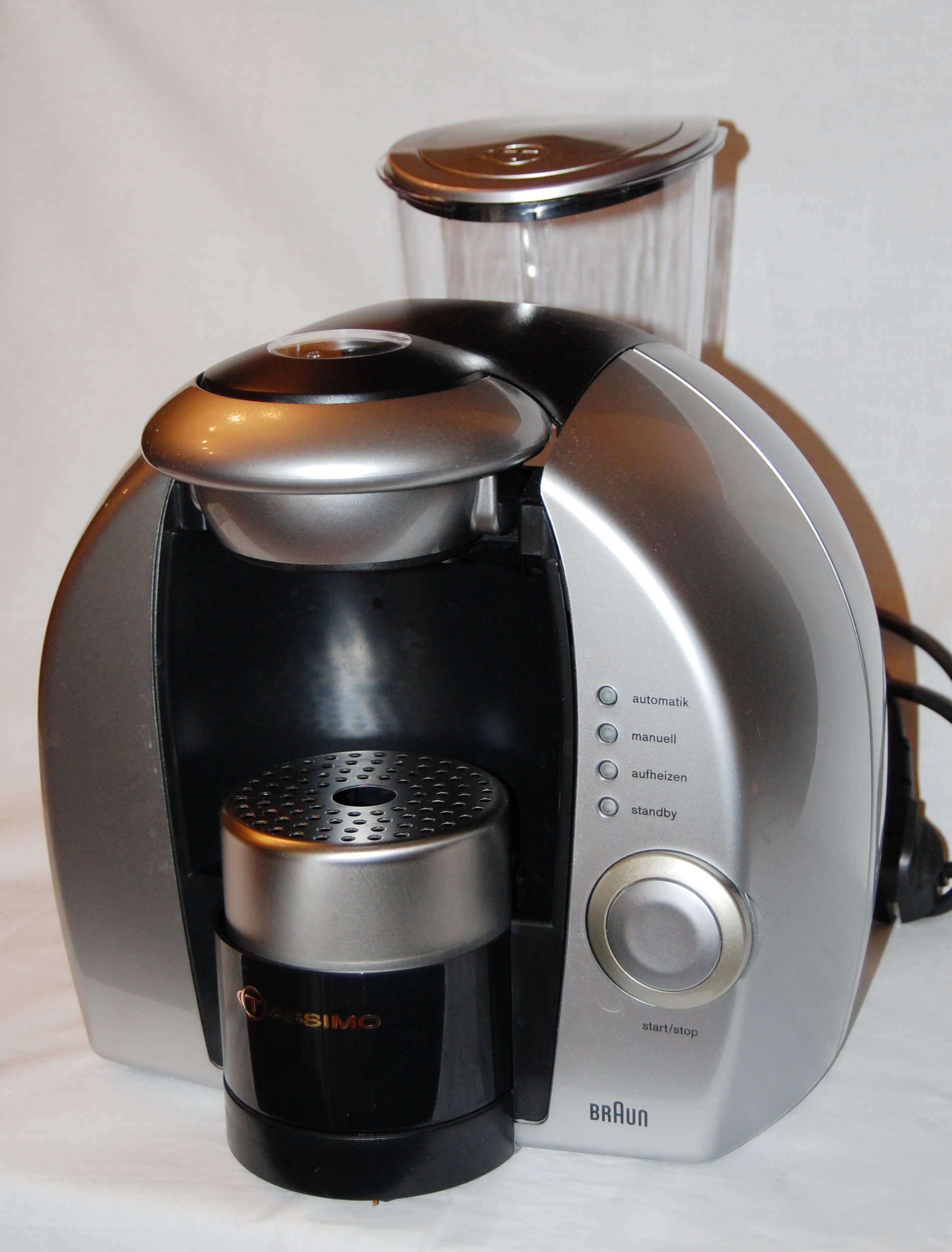
Machine Tassimo fabriquée par Braun.

La Tassimo a été développée par la multinationale Kraft Foods. Elles étaient originellement fabriquées par Saeco, une compagnie italienne spécialisée dans les cafetières, et distribuées par Braun. Elle a été introduite en France pour la première fois en 2004 puis s'est par la suite développée en Autriche, au Canada, en Grèce, Allemagne, Espagne, Suisse, Russie, Pologne, Royaume-Uni et aux États-Unis. 
En 2008, Kraft a annoncé que la nouvelle génération de Tassimo allait être fabriquée par Bosch[réf. nécessaire].
Toutes ces machines préparent le café en une minute et peuvent commencer un autre café immédiatement. Elles utilisent toutes la technologie One-Touch et sont programmables pour une percolation personnalisée du café, selon les préférences de l'utilisateur. Toutes les cafetières Tassimo fonctionnent avec les capsules cafés de marques T-Disc développés par Kraft pour la Tassimo.
| Fabricant | Modèle                                                              | Année     | Coloris                                        | Réserve d'eau | Pression | Puissance |
| --------- | ------------------------------------------------------------------- | --------- | ---------------------------------------------- | ------------- | -------- | --------- |
| Braun     | TA 1050                                                             |           | noir                                           | 1,5 l         |          | 1550 W    |
| Braun     | TA 1080                                                             |           | blanc                                          | 1,5 l         | 1,6 bar  | 1550 W    |
| Braun     | TA 1100                                                             |           | rouge                                          | 1,5 l         |          |           |
| Braun     | TA 1200                                                             |           | argent                                         | 1,5 l         |          | 1550 W    |
| Braun     | TA 1400 Premium Edition                                             |           | argent                                         | 1,9 l         |          | 1550 W    |
| Braun     | TA 1600 Premium Edition                                             |           | noir                                           | 2,0 l         | 1,6 bar  | 1550 W    |
| Bosch     | T10                                                                 |           | noir                                           | 1,8 l         |          |           |
| Bosch     | T12 (Vivy) TAS 1201 TAS 1202 TAS 1203 TAS 1204                      | 2014      | rose bonbon noir laqué rouge blanc polaire     | 0,7 l         | 3,3 bar  | 1300 W    |
| Bosch     | T20 (Amia) TAS 2001 TAS 2002 TAS 2004 TAS 2005 TAS 2006 TAS 2007    | 2009      | blanc noir gris rouge bleu fuchsia             | 1,6 l         | 3,3 bar  | 1600 W    |
| TASSIMO   | T4 TASKF4000                                                        | 2011      | argent noir rouge                              | 2,0 l         | 3,3 bar  | 1300 W    |
| Bosch     | T40 (Fidelia) TAS 4011 TAS 4012 TAS 4013 TAS 4014 TAS 4017 TAS 4018 | 2008      | argent noir rouge orange brun lila             | 2,0 l         | 3,3 bar  | 1600 W    |
| Bosch     | T42 (Fidelia) TAS 4211 TAS 4212 TAS 4213                            | 2011      | argent noir rouge                              | 2,0 l         | 3,3 bar  | 1600 W    |
| Bosch     | T45 (Suprema)                                                       |           | argent rouge                                   | 1,8 l         |          |           |
| Bosch     | T65 TAS 6515 TAS 6517                                               | 2008 2009 | titanium/anthracite marron chocolat/anthracite | 1,8 l         | 3,3 bar  | 1600 W    |
| Bosch     | T85 TAS 8520                                                        | 2009      | aluminium/anthracite                           | 1,8 l         | 3,3 bar  | 1600 W    |
| Bosch     | TASSIMO PROFESSIONAL T300                                           |           | noir                                           | 4,0 l         |          |           |

## T-Discs
Le T-Disc est une sorte de Dosette de café développé par Kraft Foods pour leurs modèles de cafetière Tassimo.
Un code à barres est imprimé sur le dessus des capsules, celui-ci indique à la machine comment préparer le café de la bonne façon. Ainsi, toute dosette portant le même code à barres sera préparée de la même façon, offrant ainsi au client un café qui aura toujours le même goût. Selon le code à barres, la machine changera ainsi la température, la quantité d'eau et le temps de percolation. Cette technologie permet à la machine de préparer différents types de boissons : Café, Thé, Expresso, Cappuccino, Chocolat Chaud.
Les T-Discs sont disponibles principalement sous les différentes marques de Kraft, soit : Gevalia, Maxwell House, Mastro Lorenzo, Nabob, Carte Noire, Kenco, Jacobs, Suchard, Milka, Côte d'Or et Twinings. 
En 2012, Kraft a signé un partenariat avec d'autres compagnies pour distribuer des T-discs d'autres marques que celles détenues par Kraft. Au Canada, des T-Discs sont vendus à partir d'autres marques tel que Second Cup, Tim Hortons de même que Le Choix du Président.
T-Discs disponibles en magasins en France :
1. Cafés Carte Noire : Voluptuoso Classic, Voluptuoso Corsé, Café long Délicat (ex -Voluptuoso Colombie), Café long aromatique (ex-Voluptuoso Kenya), Espresso décaféiné, Espresso Classic, Espresso Aromatique, Espresso Intense
2. Autres Cafés Carte Noire : Cappuccino, Espresso Macchiato, Latte Macchiato Caramel
3. Café Grand-Mère : Expresso, Petit Dej', Café Long, Café au lait
4. Thés Twinings : The Vert à la Menthe, Earl Grey
5. Infusion Twinings : Infusion Saveur Fruits des Bois
6. Chai Twinings : Chai Latte
7. Chocolats : Milka, Suchard, Cadbury, Oreo, Chocolat Cappuccino Carambar

T-Discs arrêtés :
Spontanément :
1. Thé Twinings Darjeeling : arrêté fin 2012, du fait de nouvelles normes concernant la dénomination Darjeeling (doit être 100 % Darjeeling, et non un mélange).
2. Chocolat Côte d'Or : printemps 2013
3. Thé Etoile de Russie : plus proposé en magasins depuis le printemps 2015.
4. Espresso Ristretto : stoppé en 2014.
5. Café Gourmet Crème Brûlée, Café Gourmet Tiramisu, ...
6. Chai Latte Lemongrass
7. Thé Après-Midi d'Orient

En édition limitée :
1. Cappucino Vanilla
2. Cappuccino Amaretti